# Nahuel Manganelli
Nahuel Manganelli (Selva, Santiago del Estero, 19 de febrero de 2001) es un futbolista argentino. Juega en la posición de arquero en Deportivo Riestra de la Primera División de Argentina.

## Trayectoria
Nacido en Santiago del Estero, llegó con su familia a Necochea con 11 años. Pasó brevemente por las categorías infantiles del Club Villa Díaz Vélez, para luego competir dos años en Gimnasia de Necochea, donde coincidió con jugadores como Alan Parrado, Lautaro Comini o Leonel Saks. Por compromisos laborales de su padre, su mudó a Balcarce, donde continuó su formación en Los Patos FC y jugó una temporada en la Liga Marplatense.
En 2016 fue a probarse a Gimnasia y Esgrima La Plata donde pasó a formar parte de sus divisiones inferiores. En 2019 fue promovido al plantel de Reserva, divisional en la que sumó sus primeros minutos de la mano de los directores técnicos Leandro Martini y Mariano Messera.
En enero de 2020, el entonces entrenador de Gimnasia, Diego Maradona, solicitó a Leandro Martini los servicios de Manganelli para entrenar con el plantel superior.
En abril de 2021 firmó su primer contrato profesional hasta diciembre de 2024.
En diciembre de 2021, Nahuel Manganelli se consagró campeón de la edición 2021 del Conmebol Evolución de Arqueros, representó a la Argentina en la modalidad federados, para la categoría masculina entre jóvenes de 18 a 21 años. Dicho evento se realizó en Paraguay. 
En enero de 2024, es cedido a préstamo con cargo al equipo de Primera División, Deportivo Riestra. 
El 18 de noviembre de 2024 debutó en la Liga Profesional de Primera División en al arco del Deportivo Riestra en el empate 1 a 1 de visitante ante Defensa y Justicia. 
A principio del 2025, rescinde de mutuo acuerdo contrato con Gimnasia y firma con Deportivo Riestra.

## Clubes
| Club                         | País      | Año           |
| ---------------------------- | --------- | ------------- |
| Gimnasia y Esgrima La Plata  | Argentina | 2021-2024     |
| Deportivo Riestra (préstamo) | Argentina | 2024          |
| Deportivo Riestra            | Argentina | 2025-presente |

## Estadísticas
Datos actualizados a 24 de noviembre de 2024.
| Deportivo Riestra Argentina | 1.ª           | 2024          | 2 | 2 | 0 | — | — | — | — | — | — | 2 | 2 | 0 |
| Deportivo Riestra Argentina | 1.ª           | 2025          | 0 | 0 | 0 | 0 | 0 | 0 | — | — | — | 0 | 0 | 0 |
| Deportivo Riestra Argentina | Total         | Total         | 2 | 2 | 0 | 0 | 0 | 0 | 0 | 0 | 0 | 2 | 2 | 0 |
| Total club | Total club    | Total club    | 2 | 2 | 0 | 0 | 0 | 0 | 0 | 0 | 0 | 2 | 2 | 0 |
| Total carrera | Total carrera | Total carrera | 2 | 2 | 0 | 0 | 0 | 0 | 0 | 0 | 0 | 2 | 2 | 0 |
| (1) La copa nacional se refiere a la Copa Argentina y Supercopa Argentina. (2) La copa internacional se refiere a la Copa Sudamericana y Copa Libertadores. (3) Promedio de goles recibidos por partidos no incluye goles recibidos en partidos amistosos. |               |               |   |   |   |   |   |   |   |   |   |   |   |   |